# Шумаков Володимир Андрійович
Володимир Андрійович Шумаков (25 липня 1938, місто Курськ, тепер Курської області, Російська Федерація) — радянський діяч, фрезерувальник ремонтно-механічного цеху виробничого об'єднання «Електроапарат» міста Курська. Член ЦК КПРС у 1990—1991 роках.

## Життєпис
У 1957—1958 роках — учень регулювальника заводу «Счетмаш» міста Курська.
У 1958—1959 роках — термопласткаторник Курського заводу гумотехнічних виробів.
У 1959—1976 роках — фрезерувальник Курського заводу низьковольтної апаратури.
У 1965 році закінчив середню школу в місті Курську.
У 1976—1977 роках — майстер виробничого навчання середнього професійно-технічного училища № 1 міста Курська.
З 1977 року — фрезерувальник ремонтно-механічного цеху курського виробничого об'єднання «Електроапарат» міста Курська.
Член КПРС з 1984 року.
Подальша доля невідома.